# Олонецька губернія
Оло́нецька губе́рнія — адміністративна одиниця Російської імперії. Губернським містом був Петрозаводськ. Існувала з 1801 до 1922 року. 18 вересня 1922 року ВЦВК своїм декретом ліквідував губернію, а її територію розділив.
Площа губернії станом на 1914 рік становила 130 801 км². Населення відповідно до даних перепису 1897 року — 364 156 осіб.

## Історія
За часів панування Великого Новгорода територія майбутньої Олонецької губернії складалась із Обонежжя (Обонезька п'ятина) й земель над річкою Онега (частина Заволоччя). Після падіння Новгорода 1478 року землі над річкою Онегою склали Каргопольський повіт під управлінням намісників, а потім воєвод, які жили у Каргополі. Західна частина краю, що входила до складу Обонезької п'ятини, підпорядковувалась новгородським намісникам і воєводам, поки, з будівництвом міста Олонець, з більшої частини Заонезької половини Обонезької п'ятини не було утворено 1649 року Олонецький повіт.
Після створення Інгерманладської губернії 1708 ця територія увійшла до її складу. З 1710 року — у складі Санкт-Петербурзької губернії. 1719 Каргополь з прилеглими землями увійшов до складу Білозерської провінції. Під час виокремлення 1727 року окремої Новгородської губернії, Олонецький повіт став частиною її Новгородської провінції, а Каргопольський повіт залишався у Білозерській провінції.
1773 року за указом Катерини II створено Олонецьку провінцію.
Іменним указом від 24 серпня (4 вересня) 1776 року утворено Новгородське намісництво. У складі того намісництва було створено й Олонецьку область, до складу якої увійшли п'ять повітів: Олонецький, Петрозаводський (колишнє Петрозаводське відомство), Витегорський, Паданський (колишнє Лопське Паданське комісарство) та Каргопольський. 1780 року з Турчасівського стану Каргопольського повіту було створено Онезький повіт, що увійшов до складу Вологодського намісництва.
11(22) грудня 1781 року Олонецька область була перечислена з Новгородського намісництва до Петербурзької губернії. 12(23) травня 1782 року центром області затверджено Петрозаводськ (замість Олонця). Центр Паданського повіту перенесено з Паданська до знову утвореного міста Повенець, а Паданський повіт було перейменовано на Повенецький.

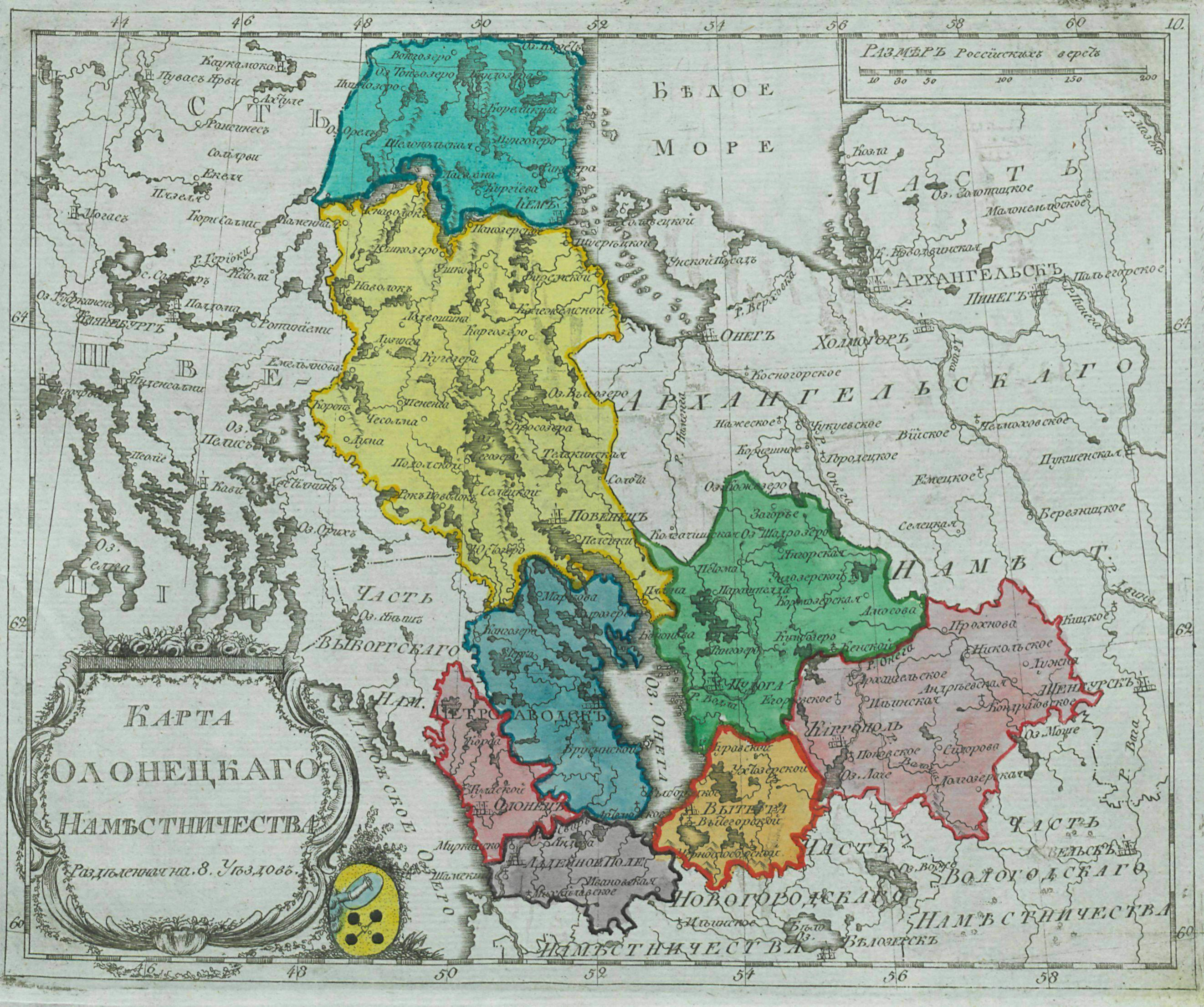
Олонецьке намісництво, 1792 рік

Іменним указом від 22 травня (2 червня) 1784 року Олонецька область виділена зі складу Петербурзької губернії й перетворена на самостійне намісництво. Відкриття державних установ у новому намісництві відбулось 17(28) грудня 1784 року.
Іменним указом від 16(27) травня 1785 року у складі намісництва додатково утворено Лодейнопольський, Кемський і Пудозький повіти. Одночасно до складу Олонецького намісництва було передано частину території Онезького повіту Архангельського намісництва, в результаті чого Олонецьке намісництво отримало вихід на Біле море.
Іменним указом від 12 грудня 1796 року введено нову мережу губернського поділу Росії, в якій Олонецьке намісництво було відсутнє.

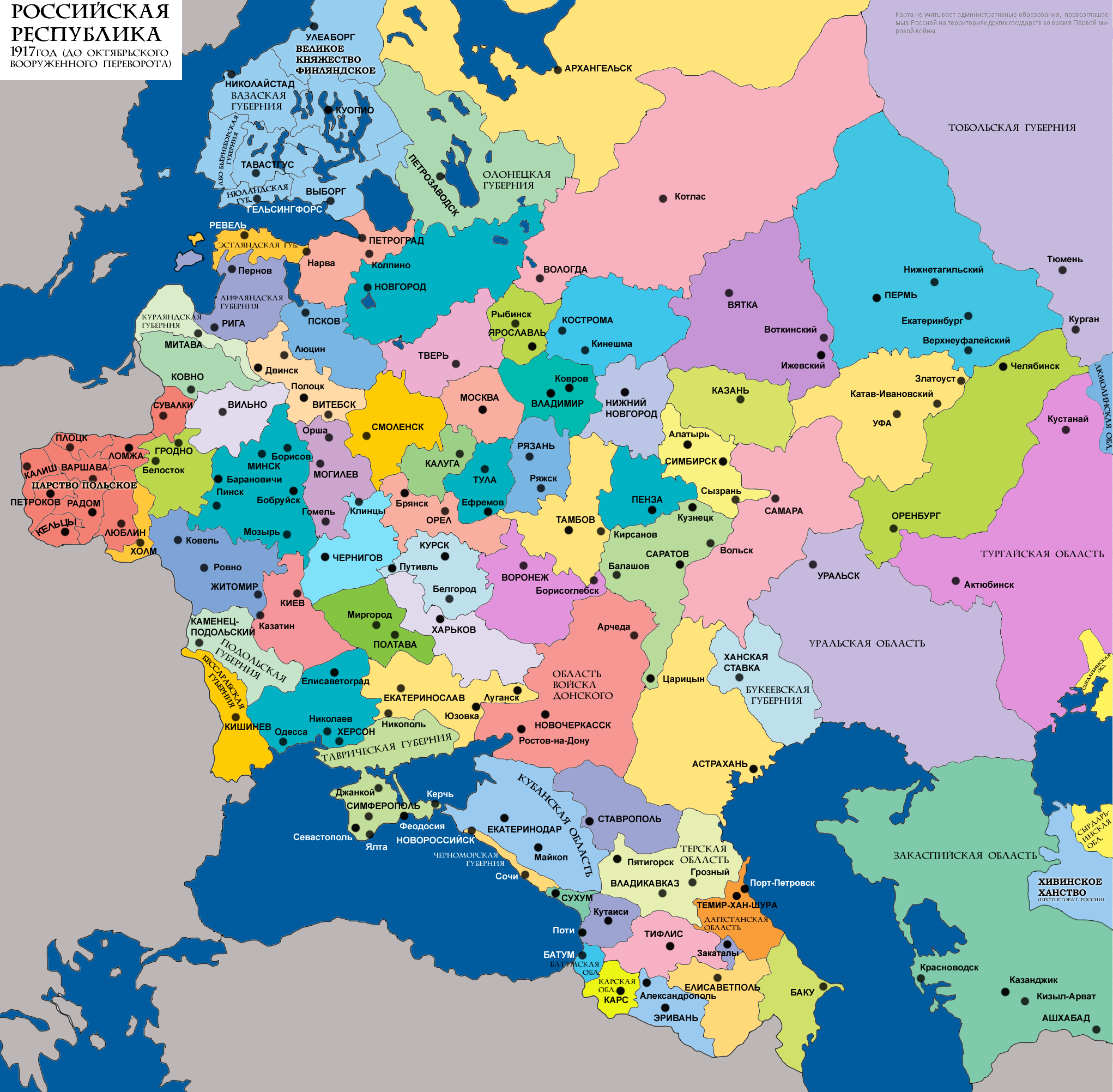
Олонецька губернія, 1917 рік

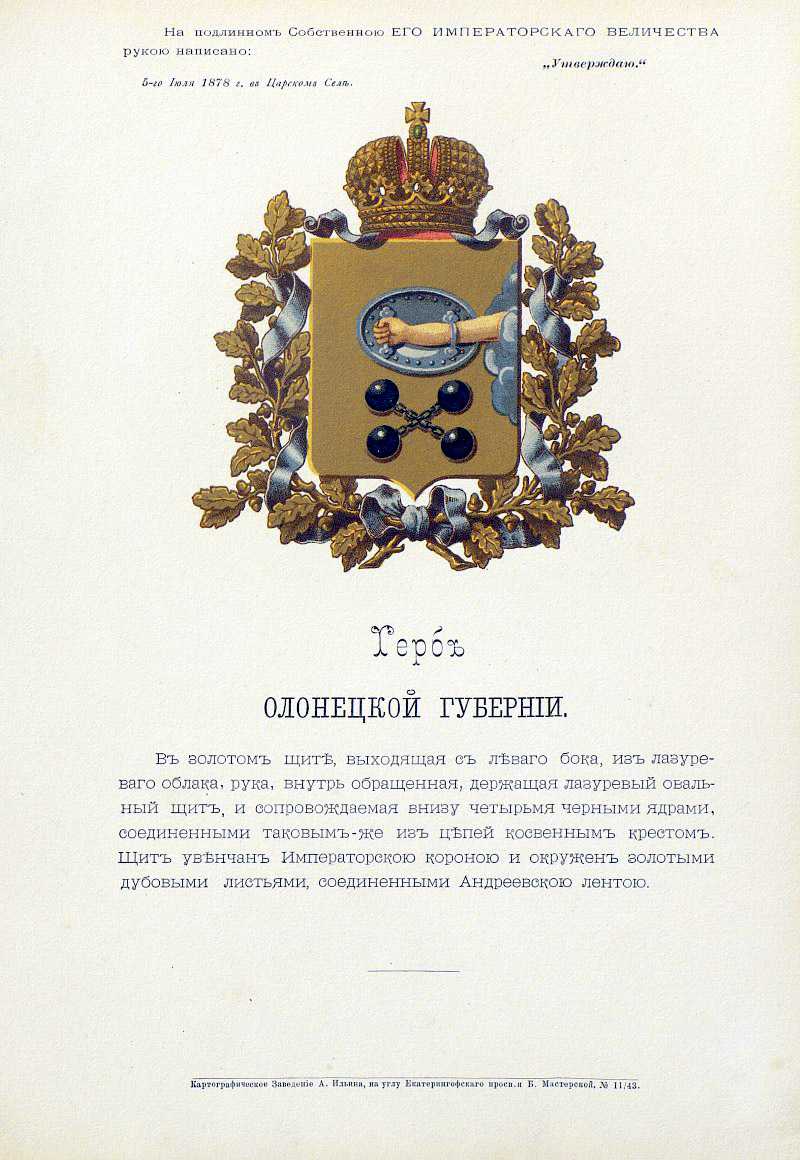
Герб Олонецької губернії з офіційним описом. Затверджений імператором російським Олександром II 1878 року

Іменним указом від 9(21) вересня 1801 року було створено Олонецьку губернію. Сенатським указом від 10(22) жовтня 1802 року центром губернії знову визначено Петрозаводськ. Одночасно у складі губернії відновлено Лодейнопольський, Пудозький і Повенецький повіти, проте Кемський повіт залишено у складі Архангельської губернії.
У квітні 1918 року вісім північно-західних губерній — Петроградська, Новгородська, Псковська, Олонецька, Архангельська, Вологодська, Череповецька й Северодвінська — були об'єднані в Союз комун Північної області, який уже 1919 року було ліквідовано.
30 квітня 1919 року Каргопольський повіт було передано з Олонецької губернії до Вологодської.
1920 року більша частина території дореволюційної губернії ввійшла до складу знову створеної Карельської трудової комуни. Однак у зв'язку з тим, що ціла низка російських і вепських волостей та повітів Олонецької губернії через національний склад населення за межами комуни й залишився фактично без губернського центру, декретом ВЦВК й РНК РРФСР від 12 вересня 1920 року Олонецька губернія була знову утворена.
Постановою НКВС РРФСР від 19 квітня 1922 року адміністративний поділ Олонецької губернії затверджено у такому вигляді:
- Витегорський повіт — Андомська, Самінська, Тихмангська, Кондуська, Чернослободська, Макачевська, Єжезерська, Витегорська, Дев'ятинська, Бадозька, Шильдська, Ухотська волості;
- Лодейнопольський повіт — Заостровська, Луначарська, Важинська, Подпорозька, Мятусовська, Ладвинська, Вінницька, Шапшинська, Шелтозерсько-Бережна, Остречинська, Вознесенська, Оштинська, Шимозерська волості;
- Повенецький повіт — Толвуйська, Кизька, Тіпіницька, Великогубська, Шунгська, Римська, Даниловська, Петровсько-Ямська волості, Лумбуський район сільрад;
- Пудозький повіт — Авдеєвська, Дубровська, Боярська, Ведлозерська, Захаровська, Коловська, Корбозерська, Карякінська, Красновська, Нігіжимська, Почезерська волості.

Невдовзі, однак, існування двох великих адміністративних одиниць із центром в одному місті було визнано недоцільним. Було вирішено передати значну частину території Олонецької губернії з російським і вепським населенням до складу Карелії.
Декретом ВЦВК від 18 вересня 1922 року Олонецька губернія була ліквідована й розділена.
- Витегорський і Лодейнопольський повіти передавались до складу Петроградської губернії. При цьому Тихманьгська, Ухотська й Шильдська волості Витегорського повіту були перечислені до Каргопольського повіту Вологодської губернії[3];
- Повенецький повіт і (тимчасово) місто Пудож, Авдеєвська, Водлозерська, Коловська, Корбозерська й Нігіжемська волості Пудозького повіту — до складу Карельської трудової комуни;
- Боярська, Бережно-Дубровська, Красновська, Почезерська, Карякінська, Захаровська волості Пудозького повіту — до складу Каргопольського повіту Вологодської губернії.

Невдовзі (3 листопада 1924 року) до Карельської АРСР була передана й частина території Лодейнопольского повіту (вже Ленінградської губернії).

## Адміністративний поділ
| № | Повіт (1913)           | Повітове місто              | Герб повітового міста | Площа, верст² | Населення (1897), чол. |
| - | ---------------------- | --------------------------- | --------------------- | ------------- | ---------------------- |
| 1 | Витегорський повіт     | Витегра (4 502 чол.)        |                       | 10 402,3      | 55 999                 |
| 2 | Каргопольський повіт   | Каргополь (3 057 чол.)      |                       | 19 528,5      | 82 347                 |
| 3 | Лодейнопольський повіт | Лодейне Поле (1 432 чол.)   |                       | 8 566,4       | 46 255                 |
| 4 | Олонецький повіт       | Олонець (1 246 чол.)        |                       | 8 367,8       | 39 990                 |
| 5 | Петрозаводський повіт  | Петрозаводськ (12 522 чол.) |                       | 13 585,7      | 79 712                 |
| 6 | Повенецький повіт      | Повенець (1 294 чол.)       |                       | 35 919,8      | 26 381                 |
| 7 | Пудозький повіт        | Пудож (1 455 чол.)          |                       | 18 559,1      | 33 472                 |

## Населення
Національний склад 1897 року:
| Повіт             | росіяни | карели | вепси | фіни |
| ----------------- | ------- | ------ | ----- | ---- |
| Губернія в цілому | 78,2%   | 16,3%  | 4,4%  | …    |
| Витегорський      | 98,5%   | …      | …     | …    |
| Каргопольський    | 99,8%   | …      | …     | …    |
| Лодейнопольський  | 79,8%   | …      | 19,2% | …    |
| Олонецький        | 27,0%   | 71,3%  | …     | 1,5% |
| Петрозаводський   | 67,1%   | 22,1%  | 9,1%  | 1,1% |
| Повенецький       | 49,4%   | 49,7%  | …     | …    |
| Пудозький         | 99,7%   | …      | …     | …    |

## Символіка
1802 року як герб Олонецької губернії використовувався герб Олонця. Потім, 1878, було створено новий герб за зразком інших губернських гербів, і 5(17) липня 1878 року його було затверджено імператором Олександром II:

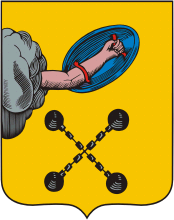
Герб губернії до 1857
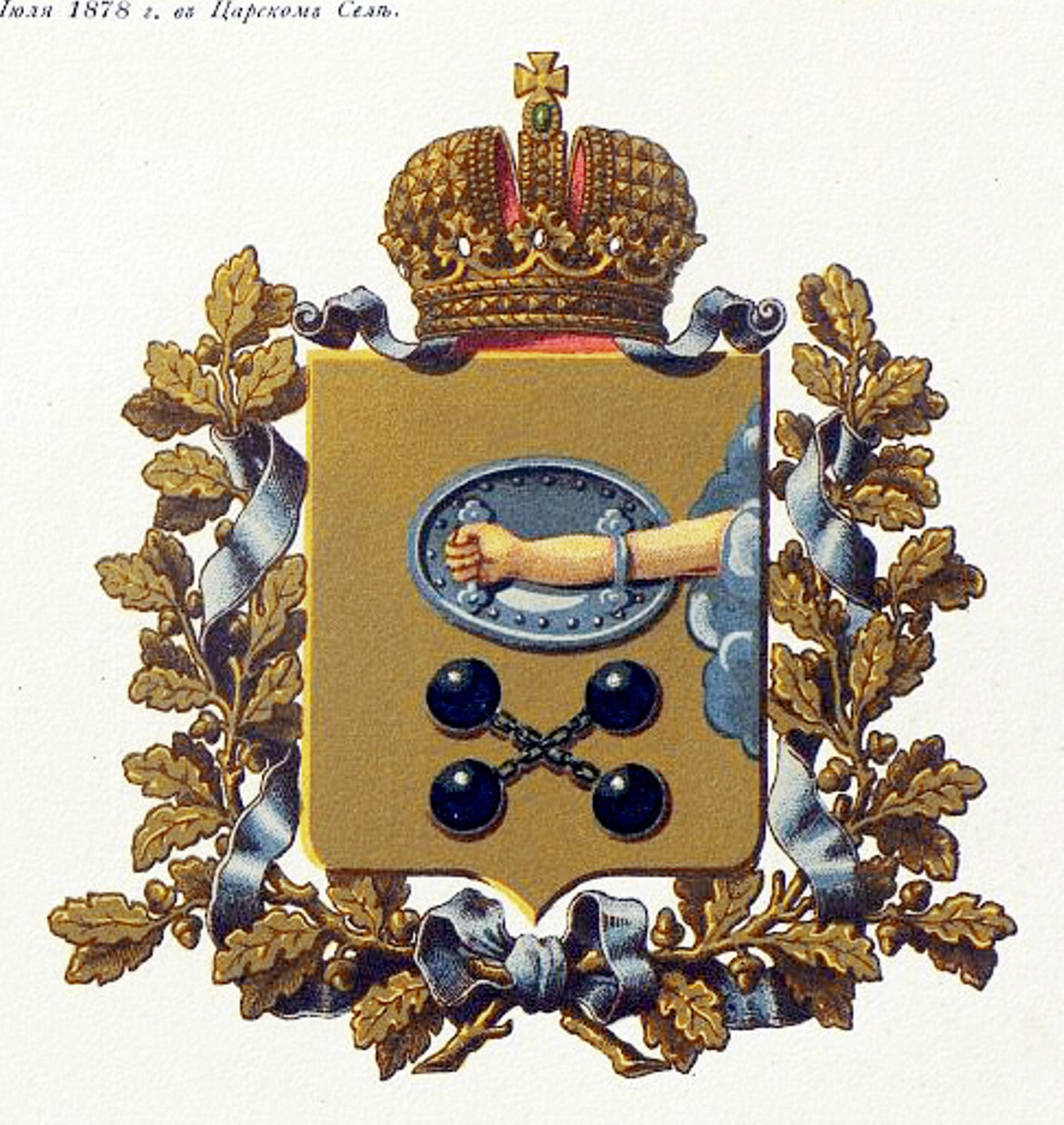
Офіційний герб губернії (вид. МВС, 1880)
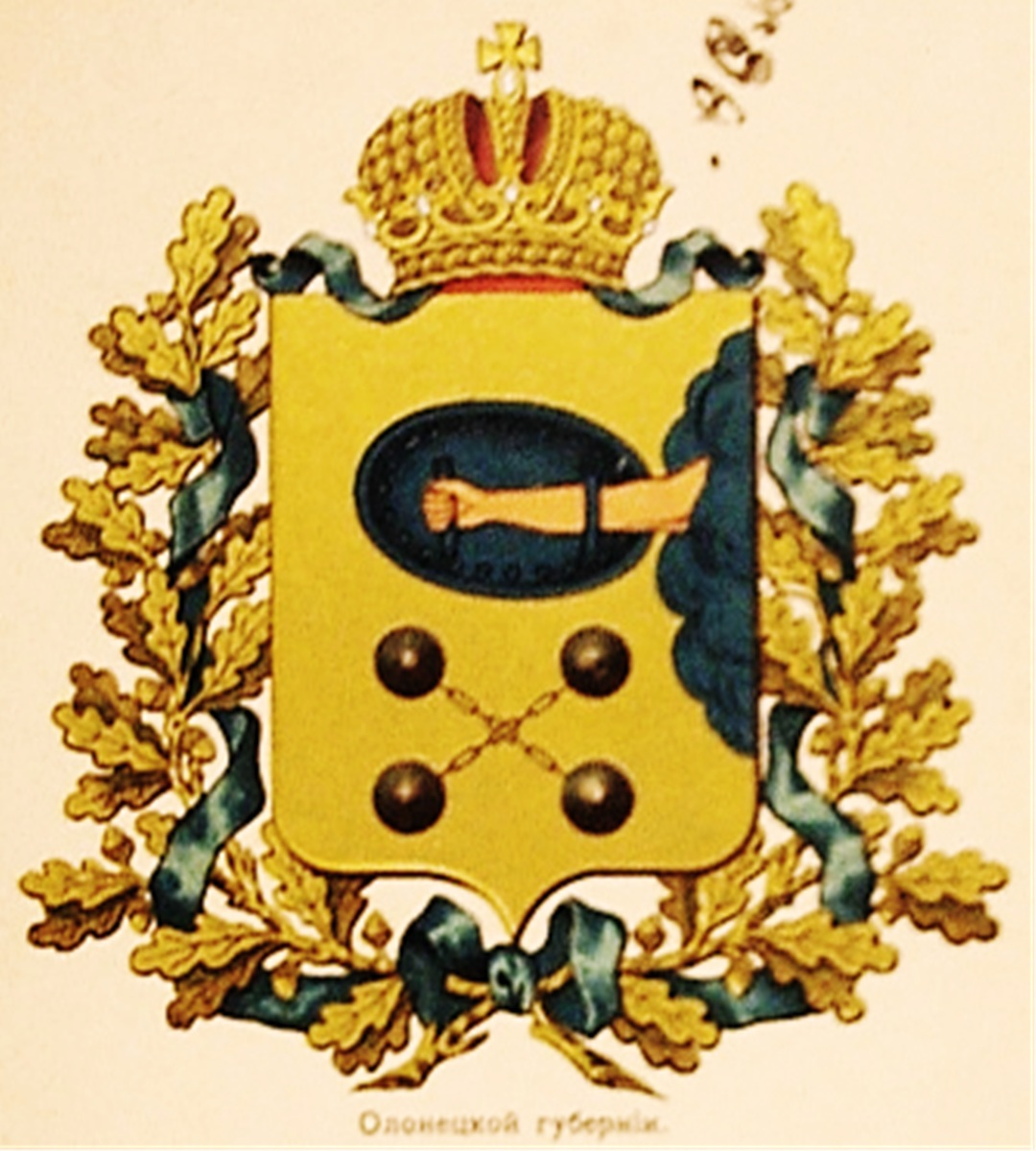
Неофіційний герб губернії (вид. Сукачова, 1878)
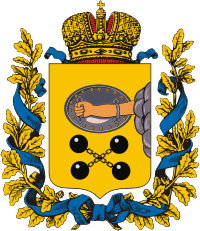
Сучасний рисунок герба (2000-ні)

## Керівники губернії

### Генерал-губернатори Архангельської та Олонецької губерній
| Ім'я             | Титул, чин, звання     | Термін перебування на посаді |
| ---------------- | ---------------------- | ---------------------------- |
| Тимофій Тутолмін | генерал від інфантерії | травень 1784 — червень 1793  |
| Петро Коновніцин | генерал-поручик        | вересень 1793 — лютий 1796   |
| Іван Лівен       | генерал від інфантерії | березень 1796 — грудень 1796 |

### Генерал-губернатори Архангельської, Вологодської та Олонецької губерній
| Ім'я             | Титул, чин, звання | Термін перебування на посаді |
| ---------------- | ------------------ | ---------------------------- |
| Олексій Клокачов | віце-адмірал       | березень 1820 — січень 1823  |
| Степан Мініцький | віце-адмірал       | травень 1823 — квітень 1830  |

### Правителі Олонецького намісництва
| Ім'я             | Титул, чин, звання       | Термін перебування на посаді                                                               |
| ---------------- | ------------------------ | ------------------------------------------------------------------------------------------ |
| Гаврило Державін | дійсний статський радник | май 1784 — жовтень 1785                                                                    |
| Харитон Зуєв     | статський радник         | грудень 1785 — вересень 1786                                                               |
| Іван Редер       | генерал-майор            | вересень 1786 — липень 1787 (до виконання посади не прибув у зв'язку з хворобою та смертю) |
| Афанасій Чіріков | статський радник         | серпень 1787 — вересень 1792                                                               |
| Іван Боувер      | генерал-поручик          | вересень 1792 — грудень 1796                                                               |

### Губернатори Олонецької губернії
| Ім'я                          | Титул, чин, звання                                                                          | Термін перебування на посаді                  |
| ----------------------------- | ------------------------------------------------------------------------------------------- | --------------------------------------------- |
| Олексій Окулов                | дійсний статський радник                                                                    | 09.1801—25.06.1802                            |
| Олександр Ушаков              | дійсний статський радник                                                                    | 30.06.1802—04.1804                            |
| Василь Мертенс                | дійсний статський радник                                                                    | 04.1804—08.1821                               |
| Андрій Рихлевський            | дійсний статський радник                                                                    | 08.1821—09.09.1825                            |
| Тимофій Фан-дер-Фліт          | таємний радник                                                                              | 09.10.1825—09.1827                            |
| Василь Муратов                | дійсний статський радник                                                                    | 15.09.1827—14.11.1827 (до губернії не прибув) |
| Петро Лачінов                 | статський радник                                                                            | 14.11.1827—24.03.1829                         |
| Олександр Яковлєв             | дійсний статський радник                                                                    | 27.03.1829—27.04.1836                         |
| Андрій Дашков                 | дійсний статський радник                                                                    | 31.05.1836—31.12.1839                         |
| Христофор Повало-Швейковський | дійсний статський радник                                                                    | 20.01.1840—16.06.1848                         |
| Микола Писарєв                | дійсний статський радник                                                                    | 20.07.1848—08.07.1851                         |
| Юрій Долгоруков               | князь, дійсний статський радник                                                             | 02.08.1851—11.04.1853                         |
| Валеріан Муравйов             | статський радник                                                                            | 11.04.1853—30.11.1856                         |
| Микола Волков                 | генерал-майор                                                                               | 06.12.1856—17.10.1860                         |
| Олександр Філософов           | генерал-майор, військовий губернатор міста Петрозаводська й Олонецький цивільний губернатор | 17.10.1860—24.09.1862                         |
| Юлій Арсеньєв                 | таємний радник                                                                              | 24.09.1862—23.05.1870                         |
| Григорій Григор'єв            | таємний радник                                                                              | 23.05.1870—03.05.1890                         |
| Михайло Весьолкін             | таємний радник                                                                              | 03.05.1890—30.07.1892                         |
| Михайло Демидов               | таємний радник                                                                              | 30.07.1892—25.09.1898                         |
| Володимир Левашов             | дійсний статський радник                                                                    | 24.04.1899—19.01.1902                         |
| Микола Протасьєв              | таємний радник                                                                              | 23.03.1902—23.08.1910                         |
| Микола Грязєв                 | дійсний статський радник                                                                    | 23.08.1910—31.12.1912                         |
| Петро Шиловський              | статський радник                                                                            | 31.12.1912—16.06.1913                         |
| Михайло Зубовський            | дійсний статський радник                                                                    | 16.06.1913—15.11.1916                         |
| Олександр Шидловський         | дійсний статський радник                                                                    | 15.11.1916—01.1917                            |
| Олександр Тецнер              | статський радник (не вступив на посаду через події Лютневої революції)                      | 01.1917—02.1917                               |

Олонецькі губернські комісари Тимчасового уряду:
- Ієронім Кучевський, (1917 рік, березень — травень)
- Олександр Кожевников, (1917, травень — жовтень)

Голови виконавчого комітету Олонецької губернської ради:
- Василь Куджиєв, (1917, червень — грудень)
- Валентин Парфьонов, (1918, січень — березень)
- Петро Анохін, (1918, квітень — червень)
- Іван Балашов, (1918, липень)
- Петро Анохін, (1918, липень — 1921, квітень)
- Степан Соболєв, (1921, травень — 1922, вересень)

Голова об'єднаної президії Карельського революційного комітету й Олонецького губернського виконкому:
- Петро Анохін, 1921.

## Транспорт
Найважливішими дорогами Олонецької губернії були Санкт-Петербурзько-Архангельський шлях, дорога від Санкт-Петербурга до Петрозаводська, Петрозаводський тракт до міста Повенець, поштова дорога Олонець — Сердоболь. 1858 року загалом на території цих трактів і доріг було 52 поштові станції.
Судноплавство здійснювалось Онезьким і Ладозьким озерами, річками Свир та Андома, а також Маріїнською водною системою — найважливішою водною магістраллю, що проходила територією губернії. До XIX століття здебільшого експлуатувались невеликі судна — сойми, що будувались місцевими селянами.
До 1898 року залізниці на території губернії були представлені невеликими промисловими залізницями Олександрівського заводу в Петрозаводську, а також залізницею що проходила поселеннями Каменний, Бродовська, Великий Двір Дев'ятинської волості Витегорського повіту. На останній вперше в губернії було задіяно паровози.
У 1897–1898 роках було збудовано Вологодсько-Архангельську залізницю, частина якої пройшла територією східної частини Каргопольського повіту.
Перші автомобілі на території губернії з'явились у 1910-х роках.. У 1910—1920-х роках автомобілі перебували як у приватній, так і в державній власності, у Петрозаводську й Лодейному Полі були спроби організувати комерційні перевезення пасажирів. 14 травня 1918 року було засновано транспортне бюро Олонецької губернії.

## Цікаві факти
- Досить нетиповий факт для Російської імперії, що назва губернії відрізнялась від назви губернського центру. Причому цікаво, що місто Олонець, ніколи не був її центром. Проте саме герб Олонця у 1802–1878 роках був гербом Олонецької губернії.
- Петрозаводськ з 1920 до 1922 року був одночасно центром двох адміністративно-територіальних утворень у складі РРФСР — Олонецької губернії та Карельської трудової комуни.